# لويس ساليكا
لويس ساليكا (بالإنجليزية: Louis Salica)‏ (16 نوفمبر 1912 – 30 يناير 2002) هو ملاكم أمريكي راحل، مثّل بلاده في الألعاب الأولمبية الصيفية 1932.

## روابط خارجية
لويس ساليكا على موقع بوكس ريك (الإنجليزية) (registration required)
- لويس ساليكا على موقع أوليمبيديا (الإنجليزية)